# Универзитет Калифорније (Беркли)
Универзитет Калифорније (енгл. University of California, Berkeley, познат и као Ју-Си Беркли, Беркли, Кал или Калифорнија) је државни универзитет у Берклију, у савезној држави Калифорнија. Основан 1868. као Универзитет Калифорније, први је државни универзитет који је добио земљиште и оснивачки кампус система Универзитета Калифорније. Беркли нуди око 300 основних и постдипломских програма у широком спектру дисциплина. Сматра се једним од најбољих универзитета на свету.
Беркли је један од 14 оснивачких чланова Асоцијације америчких универзитета, са 789 америчких долара милиона потрошених на истраживање и развој у фискалној години окончаној 30. јуна 2015.. У данашње време, Беркли одржава блиске односе са три Националне лабораторије Министарства енергетике Сједињених Држава — Националном лабораторијом Лоренс Беркели, Националном лабораторијом Лоренс Ливермор и Националном лабораторијом Лос Аламос — и дом је многих института, укључујући Истраживачки институт за математичке науке и Лабораторију за свемирске науке. Путем његове партнерске институције Универзитета Калифорније, Сан Франциско (UCSF), Беркли такође нуди заједнички медицински програм при  медицинском центру.
Према подацима из октобра 2018. године, берклијеви алумни, наставно особље и истраживачи имају 107 добитника Нобелове награде, 25 добитника Тјурингове награде, и 14 добитника Филдсове медаље. Они су исто тако освојили 9 Вулфових награда, 45 Макартур признања, 20 Оскара, 19 Пулицерових награда, и 207 Олимпијских медаља (117 златних, 51 сребрних и 39 бронзаних). Године 1930, Ернест Лоренс је изумео циклотрон на Берклију, помоћу кога су истраживачи при УК Беркли заједно са Берклијевом лабораторијом открили или заједнички открили 16 хемијских елемената периодног система – више од било којег другог универзитета на свету. Током 1940-их, Берклијски физичар Р. Опенхајмер, „отац атомске бомбе”, предводио је пројекат Менхетн којим је креирана прва атомска бомба. Током 1960-их, Беркли је био посебно запажен по Покрету слободног говора као и Антиратном покрету против рата у Вијетнаму, које су предводили његови студенти. У 21. веку, Беркли је постао један од водећих института у генерисању подузетника и његови бивши ђаци су основали велики број предузећа широм света, међу којима су Apple, Tesla, Intel, eBay и AIG.
Током 2018–19, Беркли је био рангиран као 5. међународно на Академском рангирању Универзитета у свету, 27. у QS светском универзитетском рангирању, 15. на Тајмсовом рангирању светског универзитетског високог образовања, и 4. у извештају агенције U.S. News & World.[26][27][28][29] Он је био рангиран као #9 у 2017. године од стране Индекса часописа Природа, којим се мере највећи доприноси публикацијама објављеним у 82 водећа часописа.

## Историја
Године 1866, приватни Колеџ Калифорније купио је земљиште које се састоји од садашњег кампуса у Берклију како би га продао у виду подељених парцела ради прикупљања средства. Тај напор није успео да прикупи потребна средства, тако да се приватни факултет спојио са државним Колеџом за пољопривреду, рударство и машинство, да би оформио Универзитет Калифорније, први универзитет у држави са пуним наставним програмом.
По његовом оснивању, у Двинеловом закону (закону Калифорнијске скупштине бр. 583) је наведено да ће „Универзитет у складу са својим устројством, да обезбеди наставу и темељно и комплетно образовање у свим областима науке, књижевности и уметности, индустријским и професионалним активностима, и опште образовање, као и специјализоване курсеве обуке у припреми за занимања”.